# إدمون كراهاي
إدمون كراهاي (1883 – 29 مارس 1957) هو مبارز بالسيف بلجيكي راحل، مثّل بلاده في الألعاب الأولمبية الصيفية 1906.

## روابط خارجية
إدمون كراهاي على موقع أوليمبيديا (الإنجليزية)